# 约瑟夫·拉弗森
约瑟夫·拉弗森（英語：Joseph Raphson，约1668年—约1715年）是一名英格兰数学家，和艾萨克·牛顿都提出过后来被人称为的牛顿-拉弗森方法。他的一生鲜为人知，甚至他的出生和逝世的日期都难以确定，数学史学家弗洛里安·卡約里（Florian Cajori）曾提供出的拉弗森的生卒大致年间为1668年至1715年。